# Convocazioni per il campionato europeo femminile di calcio 1991
Questa pagina elenca le giocatrici convocate per il campionato europeo femminile di calcio a Danimarca 1991.

## Danimarca
Selezionatore: Keld Gantzhorn
| N. | Pos. | Giocatore                | Data nascita (età)        | Pres. | Reti | Squadra             |
| -- | ---- | ------------------------ | ------------------------- | ----- | ---- | ------------------- |
|    | P    | Helle Bjerregaard        | 21 giugno 1968 (23 anni)  |       |      | Boldklubben Rødovre |
|    | D    | Ulla Christensen         | 4 novembre 1965 (25 anni) |       |      |                     |
|    | D    | Jannie Hansen            | 6 ottobre 1963 (27 anni)  |       |      | Boldklubben Rødovre |
|    | D    | Tina Jensen              | 7 aprile 1970 (21 anni)   |       |      |                     |
|    | D    | Alice Larsen             | 11 gennaio 1968 (23 anni) |       |      |                     |
|    | D    | Bonny Madsen             | 10 agosto 1967 (23 anni)  |       |      | Malmö FF            |
|    | D    | Mette Nielsen            | 15 giugno 1964 (27 anni)  |       |      | Vorup FB            |
|    | D    | Helle Rotbøll            | 8 ottobre 1963 (27 anni)  |       |      | HEI Aarhus          |
|    | D    | Karina Sefron (capitano) | 7 dicembre 1967 (23 anni) |       |      | Malmö FF            |
|    | C    | Lotte Bagge              | 21 maggio 1968 (23 anni)  |       |      | Boldklubben 1909    |
|    | C    | Marianne Jacobsen        | 1º gennaio 1965 (26 anni) |       |      |                     |
|    | C    | Marianne Jensen          | 14 gennaio 1970 (21 anni) |       |      | HEI Aarhus          |
|    | C    | Lisbet Kolding           | 6 aprile 1965 (26 anni)   |       |      | HEI Aarhus          |
|    | C    | Pernille Obel            | 6 aprile 1966 (25 anni)   |       |      |                     |
|    | C    | Irene Stelling           | 25 luglio 1971 (19 anni)  |       |      | HEI Aarhus          |
|    | A    | Annie Gam-Pedersen       | 5 luglio 1965 (26 anni)   |       |      | Odense BK           |
|    | A    | Helle Jensen             | 23 marzo 1969 (22 anni)   |       |      | Boldklubben 1909    |
|    | A    | Annette Thychosen        | 30 agosto 1968 (22 anni)  |       |      | Odense BK           |

## Germania
Selezionatore: Gero Bisanz
| N. | Pos. | Giocatore              | Data nascita (età)          | Pres. | Reti | Squadra                 |
| -- | ---- | ---------------------- | --------------------------- | ----- | ---- | ----------------------- |
|    | P    | Marion Isbert          | 25 febbraio 1964 (27 anni)  |       |      | TSV Siegen              |
|    | D    | Roswitha Bindl         | 14 gennaio 1965 (26 anni)   |       |      | Wacker München          |
|    | D    | Frauke Kuhlmann        | 27 settembre 1966 (24 anni) |       |      | Schmalfelder SV         |
|    | D    | Jutta Nardenbach       | 13 agosto 1968 (22 anni)    |       |      | TSV Siegen              |
|    | D    | Sissy Raith            | 11 giugno 1960 (31 anni)    |       |      |                         |
|    | D    | Dagmar Uebelhör        | 10 dicembre 1965 (25 anni)  |       |      |                         |
|    | D    | Britta Unsleber        | 25 dicembre 1966 (24 anni)  |       |      | FSV Frankfurt           |
|    | C    | Petra Damm             | 20 marzo 1961 (30 anni)     |       |      | VfR Eintracht Wolfsburg |
|    | C    | Doris Fitschen         | 25 ottobre 1968 (22 anni)   |       |      | VfR Eintracht Wolfsburg |
|    | C    | Ursula Lohn            | 7 novembre 1966 (24 anni)   |       |      |                         |
|    | C    | Susanne Brück          | 30 novembre 1972 (18 anni)  |       |      |                         |
|    | C    | Martina Voss           | 22 dicembre 1967 (23 anni)  |       |      | TSV Siegen              |
|    | C    | Sandra Hengst          | 12 aprile 1973 (18 anni)    |       |      | KBC Duisburg            |
|    | C    | Bettina Wiegmann       | 7 ottobre 1971 (19 anni)    |       |      | Grün-Weiß Brauweiler    |
|    | A    | Katja Bornschein       | 16 marzo 1973 (18 anni)     |       |      |                         |
|    | A    | Gudrun Gottschlich     | 23 maggio 1970 (21 anni)    |       |      | KBC Duisburg            |
|    | A    | Heidi Mohr             | 29 maggio 1967 (24 anni)    |       |      | TuS Niederkirchen       |
|    | A    | Silvia Neid (capitano) | 2 maggio 1964 (27 anni)     |       |      | TSV Siegen              |

## Italia
Selezionatore: Sergio Guenza
| N. | Pos. | Giocatore                  | Data nascita (età)          | Pres. | Reti | Squadra             |
| -- | ---- | -------------------------- | --------------------------- | ----- | ---- | ------------------- |
| 1  | P    | Giorgia Brenzan            | 21 agosto 1967 (23 anni)    |       |      | Woman Sassari       |
| 2  | D    | Paola Bonato               | 31 gennaio 1961 (30 anni)   |       |      | Reggiana            |
| 3  | D    | Marina Cordenons           | 12 gennaio 1969 (22 anni)   |       |      | Pordenone Friulvini |
| 4  | D    | Maura Furlotti             | 12 settembre 1957 (33 anni) |       |      | Lazio               |
| 5  | C    | Elisabetta Saldi           | 20 gennaio 1960 (31 anni)   |       |      |                     |
| 6  | C    | Adele Marsiletti           | 7 novembre 1964 (26 anni)   |       |      | Reggiana            |
| 7  | A    | Silvia Fiorini             | 24 dicembre 1969 (21 anni)  |       |      | Firenze             |
| 8  | C    | Feriana Ferraguzzi         | 20 febbraio 1959 (32 anni)  |       |      | Standard Liegi      |
| 9  | A    | Carolina Morace (capitano) | 5 febbraio 1964 (27 anni)   |       |      | Milan 82            |
| 10 | D    | Elisabetta Bavagnoli       | 3 settembre 1963 (27 anni)  |       |      | Milan 82            |
| 11 | A    | Antonella Carta            | 1º marzo 1967 (24 anni)     |       |      | Woman Sassari       |
| 12 | P    | Stefania Antonini          | 10 ottobre 1970 (20 anni)   |       |      | Reggiana            |
| 13 | C    | Florinda Ciardi            | 29 agosto 1970 (20 anni)    |       |      |                     |
| 14 | C    | Fabiana Correra            | 1º ottobre 1967 (23 anni)   |       |      | Turris              |
| 15 | C    | Federica D'Astolfo         | 27 ottobre 1966 (24 anni)   |       |      | Woman Sassari       |
| 16 | D    | Emma Iozzelli              | 12 giugno 1966 (25 anni)    |       |      | Reggiana            |
| 17 | A    | Anna Maria Migliaccio      |                             |       |      |                     |

## Norvegia
Selezionatore: Even Pellerud
| N. | Pos. | Giocatore              | Data nascita (età)         | Pres. | Reti | Squadra         |
| -- | ---- | ---------------------- | -------------------------- | ----- | ---- | --------------- |
|    | P    | Reidun Seth            | 9 giugno 1966 (25 anni)    |       |      | GAIS            |
|    | D    | Gunn Nyborg            | 21 marzo 1960 (31 anni)    |       |      | Asker           |
|    | D    | Trine Stenberg         | 6 dicembre 1969 (21 anni)  |       |      | Sandviken       |
|    | D    | Heidi Støre (capitano) | 4 luglio 1963 (28 anni)    |       |      | SK Sprint/Jeløy |
|    | D    | Tina Svensson          | 16 novembre 1966 (24 anni) |       |      | Asker           |
|    | C    | Lisbeth Bakken         | 24 ottobre 1967 (23 anni)  |       |      | SK Sprint/Jeløy |
|    | C    | Agnete Carlsen         | 15 gennaio 1971 (20 anni)  |       |      | SK Sprint/Jeløy |
|    | C    | Gro Espeseth           | 30 ottobre 1972 (18 anni)  |       |      | Sandviken       |
|    | C    | Tone Haugen            | 6 febbraio 1964 (27 anni)  |       |      | Trondheims-Ørn  |
|    | C    | Margunn Humlestøl      | 25 gennaio 1970 (21 anni)  |       |      | Asker           |
|    | C    | Hege Riise             | 18 luglio 1969 (21 anni)   |       |      | Setskog FK      |
|    | C    | Liv Strædet            | 21 ottobre 1964 (26 anni)  |       |      | SK Sprint/Jeløy |
|    | C    | Cathrine Zaborowski    | 3 agosto 1971 (19 anni)    |       |      | Asker           |
|    | A    | Ann Kristin Aarønes    | 19 gennaio 1973 (18 anni)  |       |      | Spjelkavik IL   |
|    | A    | Birthe Hegstad         | 23 luglio 1966 (24 anni)   |       |      | Klepp           |
|    | A    | Linda Medalen          | 17 giugno 1965 (26 anni)   |       |      | Asker           |